# ISO 1580
ISO 1580 er en ISO standard for en maskinskrue.
En maskinskrue ISO 1580 er en af de mest brugte maskinskruer indenfor befæstelse området.
| Gevind     | M2  | M2,5 | M3  | M4  | M5  | M6  | M8  |
| ---------- | --- | ---- | --- | --- | --- | --- | --- |
| Bredde dk: | 4   | 5    | 6   | 8   | 10  | 12  | 16  |
| Længde k:  | 1,3 | 1,5  | 1,8 | 2,4 | 3   | 3,6 | 4,8 |
| Bredde n:  | 0,5 | 0,6  | 0,8 | 1,2 | 1,1 | 1,6 | 2   |
| Længde b:  | 25  | 25   | 25  | 38  | 38  | 38  | 38  |